# جمعية الوفاق الوطني الإسلامية
جمعية الوفاق الوطني الإسلامية تنظيم سياسي إسلامي شيعي بحريني. يتعهد في نظامه الداخلي بالالتزام بالأحكام والقوانين التي سجل على أساسها في قانون الجمعيات السياسية خرجت الجمعية عن التيار المعارض والذي سمي بتيار الممانعة الذي يطالب بمزيد من الإصلاحات الديمقراطية وأنضمت لتيار المسايرة الذي يهدف للعمل ضمن ما يتاح له من قوانين وتشريعات من قبل الحكومة، تهدف الجمعية إلى تعزيز الوحدة الوطنية

## التأسيس
تأسست جمعية الوفاق الوطني الإسلامية بمملكة البحرين في تاريخ 7 نوفمبر 2001 م.

## رؤية الجمعية ورسالتها
ورد في نظام الجمعية الداخلي أن الجمعية تعمل «من أجل بناء وطن عصري، تكون فيه السيادة للشعب بوصفه مصدر السلطات جميعا، وتتوافر فيه المشاركة الشعبية في صنع القرار، ويحقق مبادئ الحرية والعدالة والمساواة في ضوء الرؤية الإسلامية». كما ينص النظام الداخلي على أن رسالتها هي «الالتزام بقضايا الوطن والمواطن، والسعي لتحقيق التنمية المستدامة في جميع أبعادها الروحية والمادية المستمدة من الرؤية الإسلامية من خلال المشاركة الفاعلة في الشأن العام بالوسائل السلمية والحضارية، بما يحقق الرخاء والازدهار والرفعة، ويعزز السلم الأهلي، والوحدة الوطنية».

## مؤتمرها العام
المؤتمر العام لهذه الجمعية هو الجهاز التنظيمي الذي يتمتع بالسلطة العليا في الوفاق، ويقوم بتعديل النظام الأساسي، وانتخاب الأمين العام، ونائبه، وأعضاء شورى الوفاق وهيئة التحكيم.

## شورى الوفاق
للجمعية مجلس يتولى مهام الرقابة يسمى في النظام الداخلي بها بشورى الوفاق. ويكون عدد أعضائه - حسب النظام الداخلي - في دورته الأولى ثلاثين عضوا، وللمؤتمر العام النظر في زيادة هذا العدد في دوراته التالية. وينتخب المؤتمرُ العام أعضاءَ شورى الوفاق بالاقتراع السري لمدة أربع سنوات، وتستثنى من ذلك الدورة الأولى للمجلس حيث تنتهي عضوية نصف الأعضاء الذين حصلوا على أقل عدد من الأصوات بعد عامين من دورته.

## هيئة التحكيم
للوفاق مجلس يفصل في المنازعات والخلافات المتعلقة بنشاطات الوفاق يسمى بهيئة التحكيم.
و من صلاحياته ادراج كروت صفراء وحمراء مثل المباريات

## لجان الجمعية
تحتوي الجمعية على لجان متعددة هي تنظيمات إدارية تنفيذية ينشئها شورى الوفاق، أو الأمانة العامة، أو هيئة التحكيم، أو دوائر الوفاق لمهام محددة، برئاسة ومشاركة أعضاء يتمتعون بعضوية الوفاق، وتحدد مدتها بإنجاز مهامها المحددة. كما للجمعية فرق عمل تتكون من مجموعات عمل ينشئها شورى الوفاق، أو الأمانة العامة، أو هيئة التحكيم، أو دوائر الوفاق، أو لجانها، لمهام محددة، برئاسة عضو بالوفاق، ومشاركة أفراد آخرين لا يشترط فيهم التمتع بتلك العضوية، ولا يحق لهم التصرف باسم الوفاق، وتحدد مدته بإنجاز مهامه المحددة.

## الوفاق والانتخابات البحرينية
قاطعت الجمعية انتخابات المجلس النيابي وغيره من الانتخابات منذ تأسيسها إلا أنها قررت الدخول في العملية السياسية والانتخابية عام 2006 م وذلك بعد انشقاق قادة المعارضة عنها وفازت ب 17 مقعد في البرلمان وتعتبر نفسها الكتلة الكبرى في المجلس النبابي، وشاركت في انتخابات 2010 وفازت ب 18 مقعد إلى أنها لم تستمر أكثر خمسة أشهر ففي 28 نوفمبر 2011 قام أعضاء كتلة الوفاق النيابية الثمانية عشر أستقالاتهم كمحاولة للضغط على الحكومة على الرغم من ان بقائهم كنواب كان قد يتيح لهم المزيد من الحرية للتغير السلمي وعبر قنوات شرعية.

## مقالات ذات صلة
- علي سلمان
- محمد يوسف المزعل
- محمد جميل الجمري
- جاسم حسين
- التحالف من أجل الجمهورية